# Бобровники (Куявсько-Поморське воєводство)
Бобровники (пол. Bobrowniki, нім. Beweringen) — місто в Польщі, у гміні Бобровники Ліпновського повіту Куявсько-Поморського воєводства.
Населення — 1151 особа (2011). З 1 січня 2024 року має статус міста.
У 1975-1998 роках село належало до Влоцлавського воєводства.

## Демографія
Демографічна структура станом на 31 березня 2011 року:
|          | Загалом | Допрацездатний вік | Працездатний вік | Постпрацездатний вік |
| -------- | ------- | ------------------ | ---------------- | -------------------- |
| Чоловіки | 589     | 139                | 401              | 49                   |
| Жінки    | 562     | 122                | 348              | 92                   |
| Разом    | 1151    | 261                | 749              | 141                  |